# Todos Santos Cuchumatán
Todos Santos Cuchumatán är en kommunhuvudort i Guatemala.   Den ligger i departementet Departamento de Huehuetenango, i den västra delen av landet, 150 km nordväst om huvudstaden Guatemala City. Todos Santos Cuchumatán ligger 2 456 meter över havet och antalet invånare är 3 289.
Terrängen runt Todos Santos Cuchumatán är bergig åt sydost, men åt nordväst är den kuperad. Runt Todos Santos Cuchumatán är det ganska tätbefolkat, med 207 invånare per kvadratkilometer. Närmaste större samhälle är Concepción, 13,2 km nordväst om Todos Santos Cuchumatán. I omgivningarna runt Todos Santos Cuchumatán växer i huvudsak blandskog.